# Хлорид лантана(III)
Хлорид лантана(III) — бинарное неорганическое соединение, соль металла лантана и соляной кислоты с формулой LaCl3, бесцветные кристаллы, растворимые в воде, образует кристаллогидрат. Относится к группе химических соединений трихлоридов лантаноидов с формулой LnCl3, где Ln обозначает металл-лантаноид.

## Получение
- Действие хлора на металлический лантан:

{\displaystyle {\mathsf {2La+3Cl_{2}\ {\xrightarrow {100^{o}C}}\ 2LaCl_{3}}}}
- Действие хлора на оксид лантана(III) в присутствии восстановителя:

{\displaystyle {\mathsf {La_{2}O_{3}+3Cl_{2}+3C\ {\xrightarrow {800-900^{o}C}}\ 2LaCl_{3}+3CO\uparrow }}}
- Реакция соляной кислоты с металлическим лантаном, оксидом, гидроксидом или сульфидом лантана:

{\displaystyle {\mathsf {2La+6HCl\ {\xrightarrow {}}\ 2LaCl_{3}+3H_{2}\uparrow }}}
{\displaystyle {\mathsf {La_{2}O_{3}+6HCl\ {\xrightarrow {}}\ 2LaCl_{3}+3H_{2}O}}}
{\displaystyle {\mathsf {La(OH)_{3}+3HCl\ {\xrightarrow {}}\ LaCl_{3}+3H_{2}O}}}
{\displaystyle {\mathsf {La_{2}S_{3}+6HCl\ {\xrightarrow {}}\ 2LaCl_{3}+3H_{2}S\uparrow }}}

## Физические свойства
Хлорид лантана(III) образует бесцветные кристаллы гексагональной сингонии, пространственная группа P 63/m, параметры ячейки a = 0,7468 нм, c = 0,4366 нм, Z = 2.
Хорошо растворяется в воде, этаноле, пиридине. 
Не растворяется в диэтиловом эфире, бензоле.
Образует кристаллогидраты состава LaCl3•7H2O.

## Химические свойства
- Безводную соль получают сушкой кристаллогидрата в атмосфере сухого хлористого водорода:

{\displaystyle {\mathsf {LaCl_{3}\cdot 7H_{2}O\ {\xrightarrow {HCl}}\ LaCl_{3}+7H_{2}O}}}
- При нагревании кристаллогидрат разлагается:

{\displaystyle {\mathsf {LaCl_{3}\cdot 7H_{2}O\ {\xrightarrow {90-400^{o}C}}\ LaOCl+2HCl+6H_{2}O}}}
- Реагирует с водой при кипячении:

{\displaystyle {\mathsf {LaCl_{3}+2H_{2}O\ {\xrightarrow {100^{o}C}}\ LaCl(OH)_{2}+2HCl}}}
- Реагирует с щелочами:

{\displaystyle {\mathsf {LaCl_{3}+3NaOH\ {\xrightarrow {}}\ La(OH)_{3}+3NaCl}}}
- С концентрированной серной кислотой образует сульфат лантана(III):

{\displaystyle {\mathsf {2LaCl_{3}+3H_{2}SO_{4}\ {\xrightarrow {}}\ La_{2}(SO_{4})_{3}\downarrow +6HCl}}}
- Вступает в обменные реакции:

{\displaystyle {\mathsf {LaCl_{3}+3HF\ {\xrightarrow {}}\ LaF_{3}\downarrow +3HCl}}}
- Лантан вытесняется из хлорида активными металлами:

{\displaystyle {\mathsf {2LaCl_{3}+3Ca\ {\xrightarrow {750-850^{o}C}}\ 2La+3CaCl_{2}}}}

## Применение
- Применяют для получения лантана и его соединений.